# Classificació de Nickel-Strunz
La classificació de Nickel-Strunz és un sistema de classificació fet servir universalment en mineralogia, que es basa en la composició química dels minerals.
Va ser creada el 1938 pel mineralogista alemany Karl Hugo Strunz (24 de febrer de 1910 – 19 d'abril de 2006). Com a conservador del museu de minerals de la Friedrich-Wilhelms-Universität (denominada actualment com Universitat Humboldt de Berlín), Strunz es va dedicar a ordenar la col·lecció geològica del mateix en funció de les propietats químiques i cristalogràfica dels exemplars. Les seves taules mineralògiques, publicades per primera vegada el 1941, han sofert diverses modificacions al llarg del temps. A. S. Povarennykh va fer modificacions importants a aquesta classificació entre els anys 1966 i 1972, i les darreres modificacions pertanyen a Ernest H. Nickel (31 August 1925 – 18 July 2009). La darrera edició publicada és la desena, una classificació acceptada per l'Associació Mineralògica Internacional, de la qual James A. Ferraiolo és l'actual responsable a Mindat.
Aquesta classificació identifica els minerals amb un codi que consta de cinc o sis dígits alfanumèrics separats per punts. El número que trobem abans del primer punt està comprès entre 1 i 10, i correspon a la classe: 
1. Elements natius
2. Sulfurs
3. Halurs
4. Òxids i hidròxids
5. Carbonats i nitrats
6. Borats
7. Sulfats
8. Fosfats
9. Silicats
10. Orgànics

Aquestes deu classes es divideixen en noves divisions, famílies i grups, d'acord amb la composició química i l'estructura cristal·lina dels exemplars. La segona part del codi són les lletres que recullen aquestes subdivisions sistemàtiques. La tercera part són dígits numèrics i assenyalen els grups sistemàtics.
La IMA/CNMNC proposa un esquema jeràrquic, basant-se en aquesta darrera edició de la classificació Nickel–Strunz.

## Elements
01 Elements natius
01.A - Metalls i aliatges de metalls
01.AA - Família coure-cupalita
01.AB - Família zinc-coure
01.AC - Família indi-estany
01.AD - Família mercuri i amalgames
01.AE - Família ferro-crom
01.AF - Elements del grup del platí
01.AG - Aliatges de PGE-metall
01.AH - Elements diversos, aliatges
01.B - Carburs metàl·lics, silicurs, nitrurs i fosfurs
01.BA - Carburs
01.BB - Silicurs
01.BC - Nitrurs
01.BD - Fosfurs
01.C - Metal·loides i no metalls
01.CA - Elements del grup de l'arsènic
01.CB - Família carboni-silici
01.CC - Sofre-seleni-iode
01.D - Carburs no metàl·lics i nitrurs
01.DA - Carburs metàl·lics
01.DB - Nitrurs metàl·lics

## Sulfurs
02 Sulfurs
02.A - Aliatges
02.AA - Aliatges de metal·loides amb Cu, Ag, Au
02.AB - Aliatges de Ni-metal·loides
02.AC - Aliatges de metal·loides amb PGE
02.B - Sulfurs metàl·lics, M:S > 1:1 (principalment 2:1)
02.BB - Amb Ni
02.BC - Amb Rh, Pd, Pt, etc.
02.BD - Amb Hg, Tl
02.BE - Amb Pb (Bi)
02.C - Sulfurs metàl·lics, M:S = 1:1 (i similars)
02.CA - Amb Cu
02.CB - Amb Zn, Fe, Cu, Ag, etc.
02.CC - Amb Ni, Fe, Co, PGE, etc.
02.CD - Amb Sn, Pb, Hg, etc.
02.D - Sulfurs metàl·lics, M:S = 3:4 i 2:3
02.DA - M:S = 3:4
02.DB - M:S = 2:3
02.DC - Variable M:S
02.E - Sulfurs metàl·lics, M:S = 1:2
02.EA - M:S = 1:2 - Amb Cu, Ag, Au
02.EB - M:S = 1:2, amb Fe, Co, Ni, PGE, etc.
02.EC - M:S = 1:>2
02.F - Sulfurs d'arsènic, àlcalis, sulfurs amb halurs, òxids, hidròxid, H₂O
02.FA - Amb As, (Sb), S
02.FB - Amb alcalins (sense Cl, etc.)
02.FC - Amb Cl, Br, I (halogenurs-sulfurs)
02.FD - Amb O, OH, H₂O
02.G - Sulfarsenits, sulfantimonits, sulfobismutits
02.GA - Neso-sulfarseniats, etc. sense S addicional
02.GB - Neso-sulfarseniats, etc. amb S addicional
02.GC - Poli-sulfarseniats
02.H - Sulfosals de l'arquetip SnS
02.HA - Amb Cu, Ag, Fe (sense Pb)
02.HB - Amb Cu, Ag, Fe, Sn i Pb
02.HC - Amb només Pb
02.HD - Amb Tl
02.HE - Amb alcalins, H₂O
02.HF - Amb SnS i unitats d'estructura de l'arquetip PbS
02.J - Sulfosals de l'arquetip PbS
02.JA - Derivats de la galena amb poc o gens de Pb
02.JB - Derivats de la galena, amb Pb
02.JC - Derivats de la galena, sense Tl
02.K - Sulfarsenats i sulfantimonats
02.KA - Sulfarsenats amb (As, Sb)S₄ tetraedre
02.KB - Sulfarsenats amb S addicional
02.L - Sulfosals sense classificar
02.LA - Sense Pb essencial
02.LB - Amb Pb essencial
02.M - Oxisulfosals
02.MA	Oxisulfosals d'àlcalis i terres alcalines

## Halurs
03 Halurs
03.A - Halurs simples, sense H₂O
03.AA - M:X = 1:1, 2:3, 3:5, etc.
03.AB - M:X = 1:2
03.AC - M:X = 1:3
03.B - Halurs simples, amb H₂O
03.BA	- M:X = 1:1 i 2:3
03.BB	- M:X = 1:2
03.BC	- M:X = 1:3
03.BD	- Halurs simples amb H₂O i OH addicional
03.C - Halurs complexos
03.CA	- Borofluorur
03.CB	- Neso-aluminofluorur
03.CC	- Soro-aluminofluorur
03.CD	- Ino-aluminofluorur
03.CE	- Filo-aluminofluorur
03.CF	- Tecto-aluminofluorur
03.CG	- Aluminofluorur amb CO₃, SO₄, PO₄
03.CH	- Silicofluorur
03.CJ	- Amb MX6 complexes; M = Fe, Mn, Cu
03.CK	- Halurs de Bi, etc.
03.D - Oxihalurs, hidroxihalurs i halurs amb doble enllaç
03.DA - Amb Cu, etc., sense Pb
03.DB - Amb Pb, Cu, etc.
03.DC - Amb Pb (As,Sb,Bi), sense Cu
03.DD - Amb Hg
03.DE - Amb elements de terres rares

## Òxids i hidròxids
04 Òxids i hidròxids
04.A - Metall: Oxigen = 2,1 i 1:1
04.AA - Catió:Anió (M:O) = 2:1 (i 1.8:1)
04.AB - M:O = 1:1 (i fins a 1:1.25); amb només cations de mida petita i mitja
04.AC - M:O = 1:1 (i fins a 1:1.25); amb cations grans (+ - els més petits)
04.B - Metall: Oxigen = 3:4 i similars
04.BA - Amb cations de mida petita i mitja
04.BB - Amb només cations de mida mitja
04.BC - Amb cations de mida mitja i gran
04.BD - Amb només cations de mida gran
04.C - Metall: Oxigen = 2:3, 3:5, i similars
04.CA - Amb petits cations
04.CB - Amb cations de mida mitja
04.CC - Amb cations de mida mitja i gran
04.D - Metall: Oxigen = 1:2 i similars
04.DA - Amb cations petits: família del sílice
04.DB - Amb cations de mida mitja; cadenes que comparteixen costats d'octàedres
04.DC - Amb cations de mida mitja; fulles que comparteixen costats d'octàedres
04.DD - Amb cations de mida mitja; marcs que comparteixen costats d'octàedres
04.DE - Amb cations de mida mitja; amb diversos poliedres
04.DF - Amb cations grans (+- mida mitja); dímers i trímers que comparteixen costats d'octàedres
04.DG - Amb cations grans (+- mida mitja); cadenes que comparteixen costats d'octàedres
04.DH - Amb cations grans (+- mida mitja); plans que comparteixen costats d'octàedres
04.DJ - Amb cations grans (+- mida mitja); marcs polièdrics
04.DK - Amb cations grans (+- mida mitja); estructures de túnel
04.DL - Amb cations grans (+- mida mitja); estructures del tipus de la fluorita
04.DM - Amb cations grans (+- mida mitja); sense classificar
04.E - Metall: Oxigen = < 1:2
04.F - Hidròxids (sense V o U)
04.FA - Hidròxids amb OH, sense H₂O; tetraedres que comparetixen vèrtex
04.FB - Hidròxids amb OH, sense H₂O; octaedres aïllats
04.FC - Hidròxids amb OH, sense H₂O; octaedres que comparetixen angles
04.FD - Hidròxids amb OH, sense H₂O; cadenes de octaedres que comparetixen angles
04.FE - Hidròxids amb OH, sense H₂O; làmines d'octaedres que comparetixen angles
04.FF - Hidròxids amb OH, sense H₂O; diversos poliedres
04.FG - Hidròxids amb OH, sense H₂O; sense classificar
04.FH - Hidròxids amb H₂O +- (OH); octaedres aïllats
04.FJ - Hidròxids amb H₂O +- (OH); octaedres que comparetixen angles
04.FK - Hidròxids amb H₂O +- (OH); cadenes de octaedres que comparetixen angles
04.FL - Hidròxids amb H₂O +- (OH); làmines d'octaedres que comparetixen angles
04.FM - Hidròxids amb H₂O +- (OH); sense classificar
04.FN - Hidròxids amb H₂O±(OH); estructures d'octaedres que comparetixen angles o cares
04.G - Uranil hidròxids
04.GA - Sense cations addicionals
04.GB - Amb cations addicionals (K, Ca, Ba, Pb, etc.); principalment amb poliedres pentagonals UO₂(O,OH)₅
04.GC - Amb cations addicionals; principalment amb poliedres hexagonals UO₂(O,OH)₆
04.H - V[5+, 6+] Vanadats
04.HA - V[>4] Nesovanadats
04.HB - Uranil Sorovanadats
04.HC - [6]-Sorovanadats
04.HD - Inovanadats
04.HE - Filovanadats
04.HF - Tectovanadats
04.HG - Òxids de V sense classificar
04.J - Arsenits, antimonits, bismutits, sulfits, selenits, tel·lurits, iodats
04.JA - Arsenits, antimonits, bismutits; sense anions addicionals, sense H₂O
04.JB - Arsenits, antimonits, bismutits; amb anions addicionals, sense H₂O
04.JC - Arsenits, antimonits, bismutits; sense anions addicionals, amb H₂O
04.JD - Arsenits, antimonits, bismutits; amb anions addicionals, amb H₂O
04.JE - Sulfits
04.JF - Selenits sense anions addicionals, sense H₂O
04.JG - Selenits amb anions addicionals, sense H₂O
04.JH - Selenits sense anions addicionals, amb H₂O
04.JJ - Selenits amb anions addicionals, amb H₂O
04.JK - Tel·lurits sense anions addicionals, sense H₂O
04.JL - Tel·lurits amb anions addicionals, sense H₂O
04.JM - Tel·lurits sense anions addicionals, amb H₂O
04.JN - Tel·lurits amb anions addicionals, amb H₂O
04.K - Iodats
04.KA - Iodats sense anions addicionals, sense H₂O
04.KB - Iodats amb anions addicionals, sense H₂O
04.KC - Iodats sense anions addicionals, amb H₂O
04.KD - Iodats amb anions addicionals, amb H₂O

## Carbonats i nitrats
05 Carbonats i nitrats
05.A - Carbonats sense anions addicionals, sense H₂O
05.AA - Carbonats alcalins
05.AB - Carbonats alcalinoterris (i altres M2+)
05.AC - Carbonats alcalins i alcalinoterris
05.AD - Amb elements de les terres rares (REE)
05.B - Carbonats amb anions addicionals, sense H₂O
05.BA - Amb Cu, Co, Ni, Zn, Mg, Mn
05.BB - Amb alcalins, etc.
05.BC - Amb cations alcalinoterris
05.BD - Amb elements de terres rares (REE)
05.BE - Amb Pb, Bi
05.BF - Amb (Cl), SO₄, PO₄, TeO₃
05.C - Carbonats sense anions addicionals, amb H₂O
05.CA - Amb cations de mida mitjana
05.CB - Amb cations grans (carbonats alcalins i alcalinoterris)
05.CC - Amb elements de terres rares (REE)
05.D - Carbonats amb anions addicionals, amb H₂O
05.DA - Amb cations de mida mitjana
05.DB - Amb cations grans i de mida mitjana
05.DC - Amb cations grans
05.E - Uranil carbonats
05.EA - UO₂:CO₃ > 1:1
05.EB - UO₂:CO₃ = 1:1
05.EC - UO₂:CO₃ < 1:1 - 1:2
05.ED - UO₂:CO₃ = 1:3
05.EE - UO₂:CO₃= 1:4
05.EF - UO₂:CO₃ = 1:5
05.EG - Amb SO₄ o SiO₄
05.N - Nitrats
05.NA - Sense OH o H₂O
05.NB - Amb OH
05.NC - Amb H₂O
05.ND - Amb OH (etc.) i H₂O

## Borats
06 Borats
06.A - Monoborats
06.AA - BO₃, sense anions addicionals; 1(D).
06.AB - BO₃, amb anions addicionals; 1(D) + OH, etc.
06.AC - B(O,OH)₄, amb i sense anions addicionals; 1(T), 1(T)+OH, etc.
06.B - Diborats
06.BA - Neso-diborats amb triangles dobles B₂(O,OH)₅; 2(2D); 2(2D) + OH, etc.
06.BB - Neso-diborats amb tetraedres dobles B₂O(OH)₆; 2(2T)
06.BC - Ino-diborats amb triangles i/o tetraedres
06.BD - Tectodiborats amb tetraedres
06.C - Triborats
06.CA - Neso-triborats
06.CB - Ino-triborats
06.CC - Filo-triborats
06.D - Tetraborats
06.DA - Neso-tetraborats
06.DB - Ino-tetraborats
06.DC - Filo-tetraborats
06.DD - Tecto-tetraborats
06.E - Pentaborats
06.EA - Neso-pentaborats
06.EB - Ino-pentaborats
06.EC - Filo-pentaborats
06.ED - Tecto-pentaborats
06.F - Hexaborats
06.FA - Neso-hexaborats
06.FB - Ino-hexaborats
06.FC - Filo-hexaborats
06.G - Heptaborats i altres Megaborates
06.GA - Tecto-heptaborats
06.GB - Filo-nonaborats, etc.
06.GC - Tecto-dodecaborats
06.GD - Mega-tectoborats
06.H - Borats sense classificar

## Sulfats
07 Sulfats
07.A - Sulfats (selenats, etc.) sense anions addicionals, sense H₂O
07.AA - Amb cations petits
07.AB - Amb cations de mida mitjana
07.AC - Amb cations de mida mitjana i grans
07.AD - Amb cations grans només
07.B - Sulfats (selenats, etc.) amb anions addicionals, sense H₂O
07.BA - Amb cations petits
07.BB - Amb cations de mida mitjana
07.BC - Amb cations de mida mitjana i gran
07.BD - Amb cations grans només
07.C - Sulfats (selenats, etc.) sense anions addicionals, amb H₂O
07.CA - Amb cations petits
07.CB - Amb cations de mida mitjana
07.CC - Amb cations de mida mitjana i grans
07.CD - Amb cations grans només
07.D - Sulfats (selenats, etc.) amb anions addicionals, amb H₂O
07.DA - Amb cations petits
07.DB - Amb cations de mida mitjana només; octaedres aïllats i unitats finites
07.DC - Amb cations de mida mitjana només; cadenes d'octaedres que comparteixen costats
07.DD - Amb cations de mida mitjana només; plans d'octaedres que comparteixen vores
07.DE - Amb cations de mida mitjana només; sense classificar
07.DF - Amb cations de mida mitjana i grans
07.DG - Amb cations de mida mitjana i grans; amb NO₃, CO₃, B(OH)₄, SiO₄ o IO₃
07.E - Uranil sulfats
07.EA - Sense cations
07.EB - Amb cations de mida mitjana
07.EC - Amb cations de mida mitjana i grans
07.F - Cromats
07.FA - Sense cations addicionals
07.FB - Amb O, V, S, Cl addicionals
07.FC - Amb PO₄, AsO₄, SiO₄
07.FD - Dicromats
07.G - Molibdats, wolframats i niobats
07.GA - Sense anions addicionals o H₂O
07.GB - Amb anions addicionals i/o H₂O
07.H - Urano i uranil molibdats i wolframats
07.HA - Amb U4+
07.HB - Amb U6+
07.J - Tiosulfats
07.JA - Tiosulfats de Pb

## Fosfats
08 Fosfats
08.A - Fosfats, etc. sense anions addicionals, sense H₂O
08.AA - Amb cations petits (alguns també amb grans)
08.AB - Amb cations de mida mitjana
08.AC - Amb cations de mida mitjana i gran
08.AD - Només amb cations de mida gran
08.B - Fosfats, etc. amb anions addicionals, sense H₂O
08.BA - Amb cations de mida petita i mitjana
08.BB - Només amb cations de mida mitjana, (OH, etc.):RO₄ sobre 1:1
08.BC - Només amb cations de mida mitjana, (OH, etc.):RO₄ > 1:1 i < 2:1
08.BD - Només amb cations de mida mitjana, (OH, etc.):RO₄ = 2:1
08.BE - Només amb cations de mida mitjana, (OH, etc.):RO₄ > 2:1
08.BF - Amb cations de mida mitjana i gran, (OH, etc.):RO₄ < 0.5:1
08.BG - Amb cations de mida mitjana i gran, (OH, etc.):RO₄ = 0.5:1
08.BH - Amb cations de mida mitjana i gran, (OH, etc.):RO₄ = 1:1
08.BJ - Amb cations de mida mitjana i gran, (OH, etc.):RO₄= 1:5:1
08.BK - Amb cations de mida mitjana i gran, (OH, etc.):RO₄ = 2:1, 2.5:1
08.BL - Amb cations de mida mitjana i gran, (OH, etc.):RO₄ = 3:1
08.BM - Amb cations de mida mitjana i gran, (OH, etc.):RO₄ = 4:1
08.BN - Només amb cations de mida gran, (OH, etc.):RO₄ = 0.33:1
08.BO - Només amb cations de mida gran, (OH, etc.):RO₄ sobre 1:1
08.C - Fosfats sense anions addicionals, amb H₂O 
08.CA - Amb cations de mida petita i mitjana
08.CB - Només amb cations de mida mitjana, RO₄:H₂O = 1:1
08.CC - Només amb cations de mida mitjana, RO₄:H₂O = 1:1.5
08.CD - Només amb cations de mida mitjana, RO₄:H₂O = 1:2
08.CE - Només amb cations de mida mitjana, RO₄:H₂O sobre 1:2.5
08.CF - Amb cations de mida mitjana i gran, RO₄:H₂O > 1:1
08.CG - Amb cations de mida mitjana i gran, RO₄:H₂O = 1:1
08.CH - Amb cations de mida mitjana i gran, RO₄:H₂O < 1:1
08.CJ - Només amb cations de mida gran
08.D - Fosfats, etc
08.DA - Amb cations petits (i ocasionalment, grans)
08.DB - Només amb cations de mida mitjana, (OH, etc.):RO₄ < 1:1
08.DC - Només amb cations de mida mitjana, (OH, etc.):RO₄ = 1:1 i < 2:1
08.DD - Només amb cations de mida mitjana, (OH, etc.):RO₄ = 2:1
08.DE - Només amb cations de mida mitjana, (OH, etc.):RO₄ = 3:1
08.DF - Només amb cations de mida mitjana, (OH, etc.):RO₄ > 3:1
08.DG - Amb cations de mida mitjana i gran, (OH, etc.):RO₄ < 0.5:1
08.DH - Amb cations de mida mitjana i gran, (OH, etc.):RO₄ < 1:1
08.DJ - Amb cations de mida mitjana i gran, (OH, etc.):RO₄ = 1:1
08.DK - Amb cations de mida mitjana i gran, (OH, etc.):RO₄ > 1:1 i < 2:1
08.DL - Amb cations de mida mitjana i gran, (OH, etc.):RO₄ = 2:1
08.DM - Amb cations de mida mitjana i gran, (OH, etc.):RO₄ > 2:1
08.DN - Només amb cations de mida gran
08.DO - Amb CO₃, SO₄, SiO₄
08.E - Uranil fosfats i arsenats
08.EA - UO₂:RO₄ = 1:2
08.EB - UO₂:RO4 = 1:1
08.EC - UO₂:RO4 = 3:2
08.ED - Sense classificar
08.F - Polifosfats, Poliarseniats, [4]-Polivanadats
08.FA - Polifosfats, etc., sense OH i H₂O; dímers que comparteixen vèrtex de tetraedres
08.FB - Polifosfats, etc., només amb OH
08.FC - Polifosfats, etc., només amb H₂O
08.FD - Polifosfats, etc., amb OH i H₂O
08.FE - Ino-[4]-vanadats

## Silicats
09 Silicats
09.A - Estructures de nesosilicats (tetraedres aïllats) structures
9.AA - Nesosilicats sense anions addicionals; cations en coordinació tetraèdrica [4]
9.AB - Nesosilicats sense anions addicionals; cations en [4] i major coordinació
9.AC - Nesosilicats sense anions addicionals; cations en coordinació octaèdrica [6]
9.AD - Nesosilicats sense anions addicionals; cations en [6] i/o major coordinació
9.AE - Nesosilicats amb anions addicionals (O,OH,F,H₂O); cations en coordinació tetraèdrica [4]
9.AF - Nesosilicats amb anions addicionals; cations en [4], [5] i/o només coordinació [6]
9.AG - Nesosilicats amb anions addicionals; cations en coordinació > [6] +- [6]
9.AH - Nesosilicats amb CO₃, SO₄, PO₄, etc.
9.AJ - Nesosilicats amb triangles de BO₃ i/o B[4], tetraèdres de Be[4], compartint vèrtex amb SiO₄
9.AK - Uranil neso- i polisilicats
09.B - Estructures de sorosilicats (dímer)
09.BA - Grups Si₂O₇, sense anions no tetraèdrics; cations en coordinació tetraèdrica [4]
09.BB - Grups Si₂O₇, sense anions no tetraèdrics; cations en coordinació tetraèdrica [4] i major coordinació
09.BC - Grups Si₂O₇, sense anions no tetraèdrics; cations en coordinació octaèdrica [6] i major coordinació
09.BD - Grups Si₂O₇, amb anions addicionals; cations en coordinació tetraèdrica [4] i major coordinació
09.BE - Grups Si₂O₇, amb anions addicionals; cations en coordinació octaèdrica [6] i major coordinació
09.BF - Sorosilicats amb grups barrejats de SiO₄ i Si₂O₇; cations en coordinació tetraèdrica [4] i major coordinació
09.BG - Sorosilicats amb grups barrejats de SiO₄ i Si₂O₇; cations en coordinació octaèdrica [6] i major coordinació
09.BH - Sorosilicats amb anions Si₃O10, Si₄O11, etc.; cations en coordinació tetraèdrica [4] i major coordinació
09.BJ - Sorosilicats amb anions Si₃O10, Si₄O11, etc.; cations en coordinació octaèdrica [6] i major coordinació
09.BK - Sorosilicats sense classificar
09.C - Ciclosilicats
09.CA - Enllaços senzills de 3 [Si₃O9]6- (dreier-Einfachringe), sense anions complexos aïllats
09.CB - Enllaços senzills de 3 [Si₃O9]6-, amb anions complexos aïllats
09.CC - Ramificacions úniques de 3 enllaços de [Si₃O9]6-
09.CD - Dobles enllaços de 3 [Si₃O9]6-
09.CE - Enllaços senzills de 4 [Si₄O₁₂]8- (vierer-Einfachringe), sense anions complexos aïllats
09.CF - Enllaços senzills de 4 [Si₄O₁₂]8-, amb anions complexos aïllats
09.CG - Ramificacions úniques de 4 enllaços de [Si₄O₁₂]8-
09.CH - Dobles enllaços de 4 [Si₄O₁₂]8-
09.CJ - Enllaços senzills de 6 [Si₆O18]12- (sechser-Einfachringe), sense anions complexos aïllats
09.CK - Enllaços senzills de 6 [Si₆O18]12-, amb anions complexos aïllats
09.CL - Ramificacions úniques de 6 enllaços de [Si₆O18]12-
09.CM - Dobles enllaços de 6 [Si₆O18]12- (sechser-Doppelringe)
09.CN - Enllaços de 8 [Si₈O24]16-
09.CO - Enllaços de 9 [Si9O27]18-
09.CP - Enllaços de 12 i enllaços més grans
09.D - Inosilicats
09.DA - Inosilicats amb 2 cadenes senzilles periòdiques, Si₂O₆; família dels piroxens
09.DB - Inosilicats amb 2 cadenes senzilles periòdiques, Si₂O₆; minerals relacionats amb el piroxens
09.DC - Inosilicats amb ramificacions de 2 cadenes senzilles periòdiques; Si₂O₆ + 2SiO₃ Si₄O₁₂
09.DD - Inosilicats amb 2 cadenes dobles periòdiques, Si₄O11; ortoamfíbols
09.DE - Inosilicats amb 2 cadenes dobles periòdiques, Si₄O11; clinoamfíbols
09.DF - Inosilicats amb 2 cadenes múltiples periòdiques
09.DG - Inosilicats amb 3 cadenes senzilles i múltiples periòdiques
09.DH - Inosilicats amb 4 cadenes senzilles periòdiques, Si₄O₁₂
09.DJ - Inosilicats amb 4 cadenes dobles i triples periòdiques
09.DK - Inosilicats amb 5 cadenes senzilles periòdiques
09.DL - Inosilicats amb 5 cadenes dobles periòdiques, Si10O28
09.DM - Inosilicats amb 6 cadenes senzilles periòdiques
09.DN - Inosilicats amb 6 cadenes dobles periòdiques
09.DO - Inosilicats amb 7-, 8-, 10-, 12- and 14-cadenes periòdiques
09.DP - Estructures transicionals ino-filosilicats
09.DQ - Estructures inosilicat-sorosilicat modulars
09.E - Fil·losilicats
09.EA - Xarxes senzilles de tetraèdres amb 4-, 5-, (6-), and 8-enllaços
09.EB - Xarxes dobles amb 4- and 6-enllaços
09.EC - Filosilicats amb plans de mica, compostos per xarxes tetraèdriques i octaèdriques
09.ED - Fil·losilicats amb capes de caolinita, compostos per xarxes tetraèdriques i octaèdriques
09.EE - Xarxes tetraèdriques de 6-enllaços connectades per xarxes i bandes octaèdriques
09.EF - Xarxes senzilles amb 6-enllaços, connectades per M[4], M[8], etc.
09.EG - Xarxes dobles amb 6-enllaços enllaços més grans
09.EH - Estructures transicionals entre filosilicats i altres unitats de silicat
09.EJ - Fil·losilicats sense classificar
09.F - Tectosilicats sense H₂O zeolítica
09.FA - Tectosilicats sense anions addicionals no tetraèdrics
09.FB - Tectosilicats amb anions addicionals
09.G - Tectosilicats amb H₂O zeolítica
09.GA - Zeolites amb unitats T₅O10 – Zeolites fibroses
09.GB - Cadenes de connexions senzilles de 4-enllaços
09.GC - Cadenes de connexions dobles de 4-enllaços
09.GD - Cadenes de 6-enllaços – zeolites tabulars
09.GE - Cadenes de tetraedres de T10O20
09.GF - Altres zeolites rares
09.GG - Zeolites sense classificar
09.H - Silicats sense classificar
09.HA - Amb alcalins i elements terra-alcalins
09.HB - Amb Ti, V, Cr
09.HC - Amb Mn, Fe
09.HD - Amb Co, Ni
09.HE - Amb Cu, Zn
09.HF - Amb Nb, Ta, Zr
09.HG - Amb REE, Th
09.HH - Amb Pb
09.J - Germanats

## Compostos orgànics
10 Substàncies orgàniques
10.A - Sals d'àcids orgànics
10.AA - Formats, acetats, etc.
10.AB - Oxalats
10.AC - Sals benzines
10.AD - Cianats
10.B - Hidrocarburs
10.BA - Hidrocarburs
10.C - Miscel·lània de minerals orgànics
10.CA - Miscel·lània de minerals orgànics